# Anoplodactylus bova
Anoplodactylus bova är en havsspindelart som beskrevs av Child, C.A. 1979. Anoplodactylus bova ingår i släktet Anoplodactylus och familjen Phoxichilidiidae. Inga underarter finns listade i Catalogue of Life.